# Fun Club
Fun Club – polski magazyn poświęcony gwiazdom muzyki i kina, publikowany przez Wydawnictwo Bauer. Magazyn przeznaczony jest dla nastolatków w wieku 10–15 lat, cechują go kolorowa szata graficzna z dużą liczbą zdjęć. Każdy numer zawiera około 60 stron, kilka plakatów, testy i quizy, wywiady ze sławnymi ludźmi, a także cykliczny komiks o przygodach Po’ziomki i Jagody (autorzy: Tomasz Nowik, Steve Buccellato i Michał Zacharzewski).
Stałe działy:
- Czy to prawda? – zbiór wieści ze świata gwiazd
- Temat z okładki – trzy lub czterostronicowy główny materiał magazynu
- Salon Gier – zagadki, zadania, labirynty
- Moda – moda „zdjęta z gwiazd”
- Uroda – porady dotyczące urody dla nastolatek
- Testomania – testy i psychozabawy
- Zapytaj nas – porady i sugestie, których czasami udzielają gwiazdy
- Rozrywka – przegląd nowości filmowych, książkowych i muzycznych
- Zwierzaki gwiazd – informacje o zwierzętach, głównie psach i kotach
- Śledztwo FC – odpowiedzi na pytania czytelniczek
- Obciachy gwiazd – zabawne zdjęcia sławnych ludzi
- Ups! Totalnie żenujące wtopy – wpadki nadesłane przez czytelniczki
- Wygraj! – dział z konkursami
- Horoskop
- Komiks